# تیمو بامگاته
تیمو بامگاته (انگلیسی: Timo Baumgartl؛ زادهٔ ۴ مارس ۱۹۹۶) یک بازیکن فوتبال اهل آلمان است که در پست مدافع برای باشگاه فوتبال اشتوتگارت در بوندس‌لیگا بازی می‌کند.